# COROT

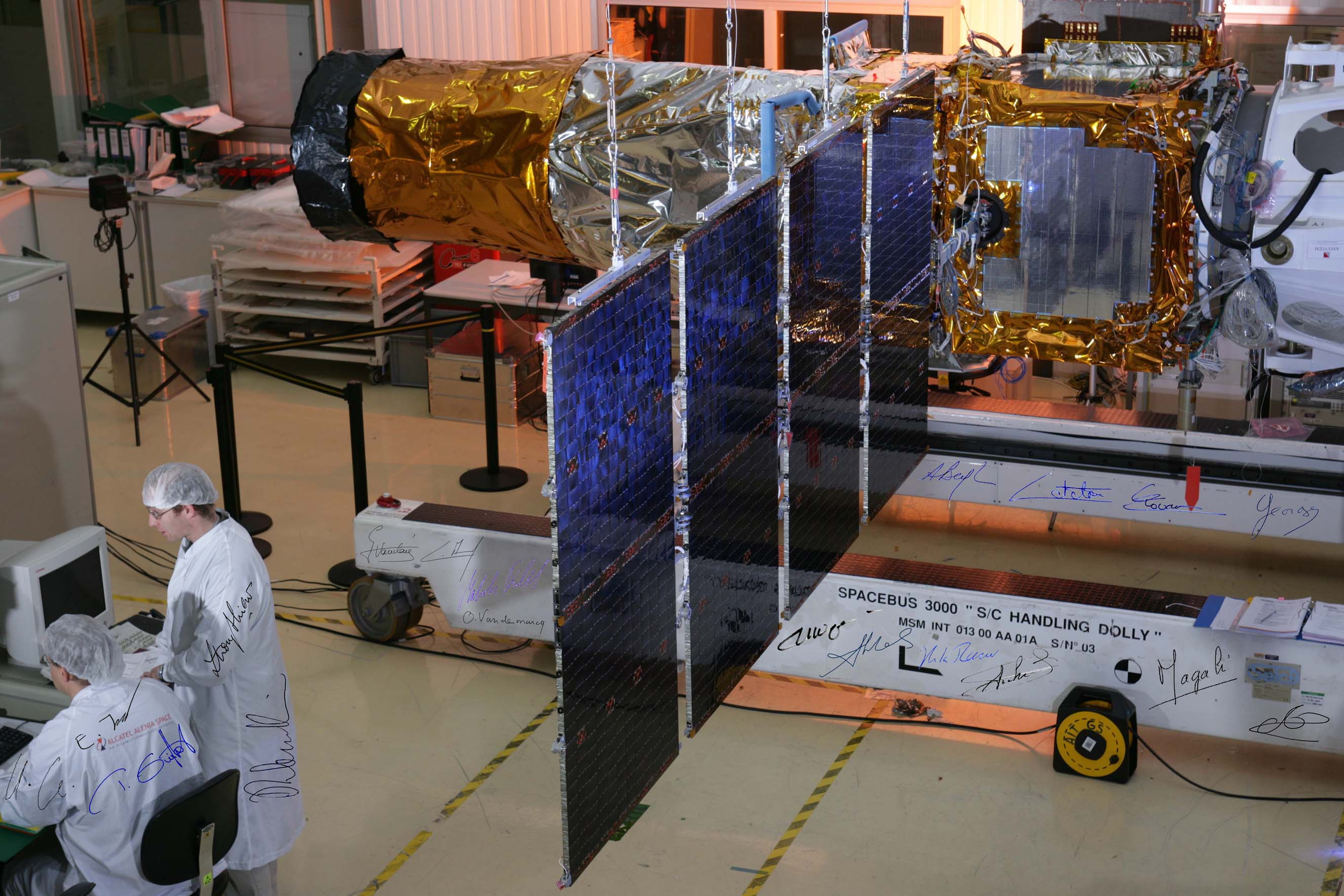
우주로 나가기 직전의 COROT

COROT(프랑스어: COnvection ROtation et Transits planétaires, 영어: COnvection ROtation and planetary Transits)은 프랑스 우주국(CNES)과 유럽 우주국(ESA)이 구상한 우주 탐사계획이다. 지구와 비슷한 외계 행성인 골디락스 행성을 찾는 것이 주목적이다. 2006년 코롯 망원경이 발사되었다. 2010년 현재 골디락스 행성을 찾기 위해 발사된 것은 코롯 망원경과 케플러 망원경 둘 뿐이다.

## 발견

### 발견한 행성
- COROT-9b

## 같이 보기
- 케플러 계획